# Łobaczowka (rzeka)
Łobaczowka (ros. Лобачёвка) – strumień w Rosji, prawy dopływ Niejwy (dorzecze Tury). 
Płynie w północnej części wsi Wierch-Niejwinskiego w obwodzie swierdłowskim. Łobaczowka płynie ze wschodu na zachód. Źródłem rzeki jest bagno Czarnopiankskie. Długość strumienia — 2 km.
Na prawym brzegu Łobaczowki znajduje się warsztat do produkcji wody butelkowanej.